# Мосотделстрой №1
Акционерное общество «Мосотделстрой № 1» — застройщик города Москвы по строительству жилых и нежилых объектов, а также объектов городской инфраструктуры (компания принимала участие в строительстве станций Московского метрополитена). Занимает 39 место в рейтинге реестра застройщиков РФ по объему текущего строительства на февраль 2022 года.

## История
В 1937 году был создан трест «Мосотделстрой № 1» Указом Президиума Верховного Совета СССР. Тогда трест занимался строительство и отделкой объектов городской инфраструктуры.
В 1957 году Указом Президиума Верховного Совета СССР трест был награжден орденом Трудового Красного Знамени.
В 1993 году трест по Постановлению Правительства Российской Федерации переходит в государственную собственность г. Москвы. В это время у треста сокращается объем заказов, появляются долги по налогам, заработной плате сотрудникам и оплате поставщикам. Было открыто производство дела о банкротстве.
Весной 2012 года трест «Мосотделстрой № 1» стоял вопрос о его ликвидации. Но в это время главным заказчиком компании становится холдинг «Мосинжпроект», который передал ей заказ на возведение мотовозного цеха в электродепо «Митино». Позднее трест выиграл тендеры на большой объем работ в рамках строительства станции метро «Спартак» и на полный комплекс работ по электродепо «Солнцево». Результатом стало прекращение процедуры банкротства и погашение финансовой задолженности. В 2016 году ГУП трест «Мосотделстрой № 1» был преобразован в городское акционерное общество.

## Руководство
С ноября 2023 по н.в. исполняющим обязанности генерального директора, а позднее и генеральным директором стал Чучин Александр Сергеевич. С 29 июня 2023 года по конец октября 2023 года обязанности генерального директора исполнял Юмашев Антон Владимирович. С 1 апреля 2021 года по 28.06.2023 обязанности генерального директора АО «Мосотделстрой № 1» исполнял Малышев Вячеслав Викторович. С 2012 по 2021 гг. эти обязанности исполнял Егоров Владимир Николаевич.

## Деятельность
С 2012 года компания является членом ассоциации строительных организаций «Поддержки организаций строительной отрасли», а с 2016 — ассоциации проектировщиков «Содействия организациям проектной отрасли».
5 июня 2018 года профильная комиссия Минстроя России одобрила обращение АО «Мосотделстрой № 1» на предмет передачи ей прав собственности на незавершённые строительные объекты и имущество в ЖК «Царицыно». С 1 июня этого года компания возобновила строительные работы.
26 июня 2019 года Арбитражный суд Московской области принял решение о передаче городскому застройщику АО «Мосотделстрой № 1» объекта незавершенного строительства ЖК «Терлецкий парк». Кандидатура нового застройщика была одобрена Минстроем России 14 июня 2018 г.
В июле 2018 года согласно Протоколу Совещания у Мэра Москвы "О реализации Государственной программы города Москвы «Градостроительная политика» было поручено достроить ЖК «Марушкино».